# 捜査官X
『捜査官X』（そうさかんX、原題：武侠、英題：Dragon）は、2011年に公開された香港・中国合作映画。監督はピーター・チャン、主演はドニー・イェンと金城武。

## 概要
邦題『捜査官X』の「X」は金城武が演じる徐百九（シュウ・バイジュウ）の姓である徐の中国語ピン音読みxú からきているという。劇中で金城武が喋っているのは中国四川省の方言である四川語で、二枚目人気俳優の口から出る意外ななまりが中華圏公開時に大きな話題を呼んだ。なお、ジンシーと教主の妻が駆け抜ける屋根の撮影にはワイヤーや安全装置は一切使用されていない。教主の妻は、過去に女性クンフースターとして一世を風靡したクララ・ウェイ（ベティ・ウェイ）。そして教主は、かつてアジアで「天皇巨星」と呼ばれたクンフー映画の大スタージミー・ウォングが演じている。
アクション監督もつとめたドニー・イェンを補佐するスタントコーディネーターに谷垣健治とイム・ワー、日本人スタントマンも参加し、2011年第48回金馬奨において最優秀アクション設計賞を獲得した。
第64回カンヌ国際映画祭特別招待作品。第16回釜山国際映画祭特別招待作品。第7回大阪アジアン映画祭クロージング作品。第55回サンフランシスコ国際映画祭特別招待作品。第2回フランス中国映画祭上映作品。第28回LAアジア太平洋映画祭特別招待作品。第67回エディンバラ国際映画祭特別招待作品。第16回ファンタジア国際映画祭特別招待作品。第11回NYアジアン映画祭特別上映作品。
アメリカTIME誌では、公開館が少なかったにもかかわらず2012年度"TOP10 BEST MOVIES"の8位に選ばれている。
日本では2012年11月にDVDならびにBlu-rayが発売されたが、レンタルはTSUTAYAのみ。

## あらすじ
1917年初夏の中国雲南省の小さな村で奇妙な事件が発生した。両替商に押し入った2人組の強盗が謎の死を遂げたのだ。その場に偶然居合わせた一介の紙職人ジンシー（ドニー・イェン）の必死の抵抗で強盗犯たちは自滅したという。捜査官シュウ（金城武）は強盗の1人が指名手配中の凶悪犯イェン（ユー・カン）だったことに驚いた。遺体の両目が充血していたことから、こめかみのツボを狙った殺しのプロの仕業だと気づいたシュウはジンシーへの尋問を開始する。
妻アユー（タン・ウェイ）幼い2人の子どもと慎ましく暮らすジンシーを村人は誰もが口を揃えて好人物だと言う。が、過去情にほだされ罪を見過ごした少年に毒殺されそうになった苦い経験を持つシュウには法を順守するという強い信念があった。
危険な罠を仕掛けては真の姿を暴こうとするが、紙職人はなかなか尻尾を掴ませない。ようやく、故郷の荊州で殺人を犯し刑に服した後この村に流れ着いた、というジンシーの告白を引き出したシュウは、彼が武術の達人である事を試すため背後から鎌を振り下ろした。しかし避けるどころか鎌は肩に刺さってしまい、村人から非難を受けることになってしまう。そこへ荊州でジンシーの過去を探っていた密偵（チアン・ウー）から彼が凶悪な暗殺集団「七十二地刹（ちさつ）」のナンバー2ではないかという情報が入り、シュウは逮捕状を取りに町へと戻る。
シュウの帰った後、村に「七十二地刹」の一味が押し寄せ村人を襲い家々に火を放つ。家族の前で教主（ジミー・ウォング）の息子タンロンであると正体を明かされたジンシーと義母（クララ・ウェイ）との激しい戦いが始まった。薄氷の勝利を手にしたジンシーは夜も更けやっと家に戻ってくる。逃げましょうと荷造りをする妻に「無駄だ、この10年間ありがとう、自分はジンシーじゃない」と告げる夫。
手を引けという上司の忠告も聞かず、シュウはかつての妻（リー・シャオラン）から金を借り上層部に賄賂を渡すまでして手にした逮捕状を持ち村へと急ぐ。自らタンロンであることを認めたジンシーに対し、シュウは逮捕ではなくツボに針を刺し仮死状態にして敵と警察を欺く事を提案する。企みは成功するかに思われた。しかし生死を分ける制限時間が迫ったところでシュウは「七十二地刹」が取り囲む中、彼を生き返らせる決断をするしかなかった。かつての仲間を前に息を吹き返したジンシーは自らの左腕を切り落とし、腕と一緒に恩は返したと絶縁を宣言、その場を逃れた。
残るは教主との決着のみ。片腕となったジンシーは刀を手に実父である教主と妻アユーそして子供たちの待つ我が家へと向かう。

## 出演
役名、俳優、日本語吹替の順に表記。
- リュウ・ジンシー/タン・ロン - ドニー・イェン（大川透）
- シュウ・バイジュウ - 金城武（東地宏樹）
- アユー - タン・ウェイ（湯屋敦子）
- 七十二地刹教主 - ジミー・ウォング（町田政則）
- 教主の妻 - クララ・ウェイ（渡辺育子）
- シュウの前妻 - リー・シャオラン（石田嘉代）
- リュウ家長男ファンジェン - チェン・ウェイ（小日向みわ）
- リュウ家次男シャオティン - 李家民（小林未沙）
- 逃亡犯イェン・ドンシェン - ユー・カン（菊本平）
- 逃亡犯小個子 - 谷垣健治（中尾一貴）
- シュウの密偵 - チアン・ウー

## スタッフ
- 監督：ピーター・チャン
- 製作：ピーター・チャン、ジョジョ・ホイ
- 脚本：オーブリー・ラム
- アクション監督：ドニー・イェン
- スタントコーディネーター：谷垣健治、イム・ワー
- アシスタント・スタントコーディネーター：トニー・タン（譚鎮渡）、チョン・ビンチェン(張炳全)
- スタント：大内貴仁、佐久間一禎、稲留正樹、他
- 撮影：ジェイク・ポロック、ライ・イウファイ
- 美術：イー・チュンマン、スン・リウ
- 衣裳：ドラ・ン
- 音楽：チャン・クォンウィン、ピーター・カム、チャッチャイ・ポンプラパーパン
- 主題歌：「迷走江湖」
作詞作曲: ドウ・ウェイ
歌: ドウ・ウェイ

## 主な受賞
第48回金馬奨
- 最佳動作設計賞（ドニー・イェン）、最佳視覚効果賞、最佳美術設計賞

第6回アジア・フィルム・アワード
- 最佳撮影賞、最佳美術指導賞、最佳原創音楽賞

第31回香港電影金像奨
- 最佳撮影賞、最佳原創電影音楽賞

第1回幕后英雄盛典(第1回HAMILTON BEHIND THE CAMERA AWARDS）
- 最佳動作指導賞（ドニー・イェン）、最佳美術指導賞

## ソフトウェア
- 日本では2012年10月12日に、TSUTAYAにて独占レンタル開始。2012年11月2日にDVDならびにBlu-rayがハピネットより発売。セル版の特典にはメイキング映像や、大槻ケンヂと本作にて出演ならびアクション指導を務めた谷垣健治のオーディオ・コメンタリーがついている。
- 香港盤ならび韓国盤には普通話、広東語（ドニー・イェン、金城武、タンウェイ本人の声）音声トラックが収録されている。